# جامع أسماء الله الحسنى (الأنبار)
جامع أسماء الله الحسنى من مساجد العراق الحديثة، يقع في منطقة الصوفية، قرب مركز شرطة النصر في قضاء الرمادي في محافظة الأنبار، وبني في عام 1424هـ/2003م وتبلغ مساحتهُ 1220م2، ويحتوي الحرم على مصلى واسع تبلغ مساحتهُ 800م2 ويتسع لأكثر من 1000 مصل، وتقام فيهِ صلاة الجمعة وصلاة العيدين والصلوات الخمس، وعدد المصلين في صلاة الجمعة يتراوح بين 500 و600 مصل، بينما لا يتجاوز عدد المصلين 25 مصل في الصلوات الخمس. وتوجد مقابل الحرم فسحة طارمة مسقفة وتتخللها أعمدة تحمل السقف على شكل أقواس جميلة، وترتفع فوق البناء قبة صغيرة، والجامع مستلم من قبل ديوان الوقف السني في العراق وحالتهُ مضبوطة.